# Amr bin Laith

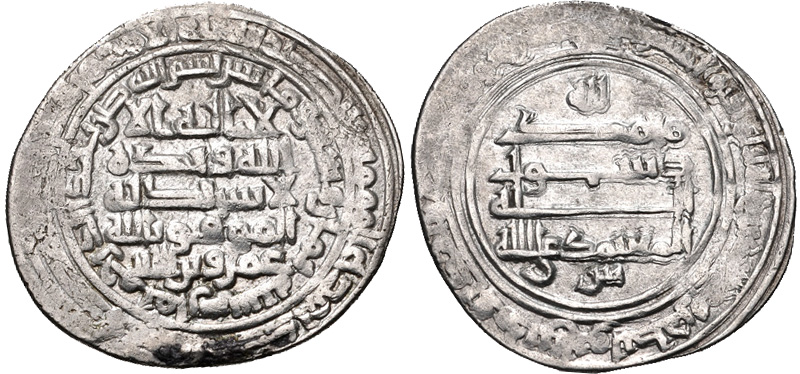
Moneda de Amr bin Laith

Amr bin al-Laith o Amr-i Laith Saffari (persa: عمرو لیث صفاری) fue el segundo gobernante de la dinastía saffarí de Irán de 879 a 901. Era hijo de un herrero y hermano menor del fundador de la dinastía, Ya'qub bin Laith as-Saffar.

## Biografía
Comenzó a trabajar como conductor de mulas y albañil. Más tarde, luchó al lado de su hermano mayor, y en 875 se convirtió en gobernador de Herat. Cuando murió Ya'qub en 879, Amr logró convertirse en su sucesor en el trono safárida, por delante de su otro hermano, Ali ibn al-Layth, que era el preferido por Ya'qub y por el ejército.
El califa al-Mu'tadid (r. 892–902) se vio obligado a reconocer la realidad de los dominios safáridas en el Este, y alcanzó un modus vivendi con ellos. En consecuencia, los safáridas fueron reconocidos en sus posesiones de Jorasán y Persia oriental, mientras que los abasidas ejercían directamente el control de Jibal, Rayy e Isfahán.

## Muerte
La sociedad finalmente se derrumbó en 898, cuando al-Mu'tadid nombró al safárida Amr ibn Laith, gobernador de Transoxiana, que estaba gobernada por sus rivales samánidas. Al-Mu'tamid animó a Amr to a enfrentarse con los samánidas, pero fue derrotado y hecho prisionero en 900. El gobernante samánida, Isma'il ibn Ahmad, le envió encadenado a Bagdad, donde fue ejecutado en 902, después de la muerte de al-Mu'tadid.